# Tschechen-Kehre
Als Tschechen-Kehre bezeichnet man ein Übungselement beim Kunstturnen.
Die Tschechen-Kehre kann am Barren oder am Seitpferd geturnt werden. Der Ablauf der Übung beinhaltet ein Rückflanken mit einer Vierteldrehung, gefolgt von einem Vorflanken, ebenfalls mit einer Vierteldrehung.